# Zdobín
Zdobín (en allemand : Sdobin) est une commune du district de Trutnov, dans la région de Hradec Králové, en République tchèque. Sa population s'élevait à 121 habitants en 2020.

## Géographie
Zdobín se trouve à 7 km à l'ouest-sud-ouest de Dvůr Králové nad Labem, à 22 km au sud-ouest de Trutnov, à 24 km au nord-nord-ouest de Hradec Králové et à 100 km à l'est-nord-est de Prague.
La commune est limitée par Třebihošť au nord et au nord-est, par Zábřezí-Řečice au sud-est, par Trotina au sud, et par Rohoznice et Úhlejov à l'ouest.

## Histoire
La première mention écrite de la localité date de 1238.